# Kate Adriaensen
Kate Adriaensen (Deurne, 29 september 1986) is een Belgische waterskiester. 

## Levensloop
Adriaensen is gespecialiseerd in de slalom en het schansspringen. Ze woont in Borgerhout maar studeert in de Verenigde Staten aan de Universiteit van Louisiana te Monroe. 
In juli 2007 liep ze nog een vijfdubbele beenbreuk op aan het onderbeen bij het schansspringen. Ze revalideerde acht maanden en bereikte weer het hoogste niveau. Omwille van de opmerkelijke comeback werd ze uitgeroepen tot Female Athlete of the year 2008 van alle Amerikaanse universiteiten.
In 2009 stelde ze het Belgische record scherper in de allround. Het staat nu op 2516 punten. Daarnaast staan ook de nationale records op het schansspringen (48.4m), de slalom (5.00/55/11.25) en de figurendiscipline (8830 punten) op haar naam.

## Palmares
- 2009 WK Universitairen China
- ( slalom,  figuren,  schanssprong) Wereldspelen 2009 Kaohsiung, Taiwan
- ( slalom,  schanssprong), WK Universitairen Santiago
- Belgisch kampioen waterski 2000-2010